# Cerkiew Świętych Piotra i Pawła w Surażu
Cerkiew Świętych Piotra i Pawła – prawosławna cerkiew, zbudowana w Surażu w XVI w., rozebrana po 1864 r. w związku z budową nowej cerkwi Przemienienia Pańskiego.

## Historia
Budynek powstał przed r. 1560 – w opisie pomiaru gruntów z tego roku opisano bowiem istniejące w Surażu trzy świątynie prawosławne: Świętych Piotra i Pawła, św. Jana oraz Przemienienia Pańskiego. Cerkiew Świętych Piotra i Pawła była budowlą drewnianą, niewielkich rozmiarów.
Po zawarciu unii brzeskiej parafia Świętych Piotra i Pawła przyjęła jej postanowienia. Należała kolejno do unickiej metropolitalnej diecezji kijowsko-wileńskiej (była jedną z 19 placówek duszpasterskich w dekanacie białostockim), w latach 1797-1809 zaś do diecezji supraskiej (również w dekanacie białostockim), a po jej skasowaniu – do diecezji brzeskiej. W latach 80. XVIII w. w dokumentach wizytacji kanonicznej opisano świątynię jako bardzo ubogą, to samo przekazano o jej wyposażeniu. W tej samej dokumentacji jako druga patronka cerkwi w Surażu pojawia się św. Prakseda.
W latach 1834–1836 w Kościele unickim w Imperium Rosyjskim z inicjatywy władz rosyjskich przeprowadzona została akcja usuwania elementów obcych prawosławnej tradycji rosyjskiej, mająca przygotować do planowanej unifikacji Kościoła unickiego z Rosyjskim Kościołem Prawosławnym. W jej ramach ze świątyń wynoszono ławki, organy oraz wizerunki świętych czczonych jedynie w Kościele katolickim, wstawiano natomiast ikonostasy i rosyjskie księgi liturgiczne. Podobne działania przeprowadzono w Surażu; do cerkwi po wieloletniej przerwie wstawiono ikonostas, usunięto natomiast zlatynizowane elementy wyposażenia. Przed przystąpieniem do przekształcania w tym duchu wnętrz świątyń w dekanacie białostockim wyodrębniono spośród nich grupę najuboższych cerkwi; świątynia suraska znalazła się wśród nich. W 1836 dziekan Leon Markiewicz informował, iż w cerkwi suraskiej nie było żadnych prawosławnych utensyliów liturgicznych. Uzupełniano je w kolejnych latach. W budynku znajdował się obraz św. Franciszka z Asyżu. Cerkiew w Surażu nie posiadała również Ewangeliarza cerkiewnosłowiańskiego, a jedynie w języku polskim.
W 1839 r., po synodzie połockim, parafia suraska stała się ponownie prawosławną. Rok wcześniej liczyła 303 wiernych. Sergiusz Borowik podaje, że jej patronami byli nadal święci Piotr i Paweł, natomiast według Ireny Matus w 1837 r. parafia nosiła wezwanie Opieki Matki Bożej. W końcu lat 40. XIX w. eparchia wileńska i litewska przekazywała dodatkowe kwoty na utrzymanie cerkwi w Surażu z uwagi na małą liczbę wiernych (380 osób) i fakt, iż w jej otoczeniu żyli głównie katolicy.
W 1863 r. uczestnicy powstania styczniowego powiesili na drzewie przed plebanią proboszcza suraskiej parafii ks. Konstantego Prokopowicza. Został on pochowany przy cerkwi filialnej w Zawykach; następnie nagrobek przeniesiono na cmentarz prawosławny w Białymstoku na Jaroszówce. Wydarzenie to sprawiło, że władze duchowne zainteresowały się podupadłą cerkwią w Surażu, postanawiając w miejsce zniszczonej świątyni drewnianej wznieść nową murowaną. Obiekt ten, cerkiew Przemienienia Pańskiego, oddano do użytku liturgicznego w 1867 r..